# Aigrette bleue
Egretta caerulea
Espèce
Répartition géographique
- zone de nidification
- résident permanent
- non nicheur

Statut de conservation UICN

 LC  : Préoccupation mineure
L’Aigrette bleue (Egretta caerulea) est une espèce d'oiseaux de la famille des Ardéidés. Elle est parfois placée dans le genre monospécifique Florida.

## Description

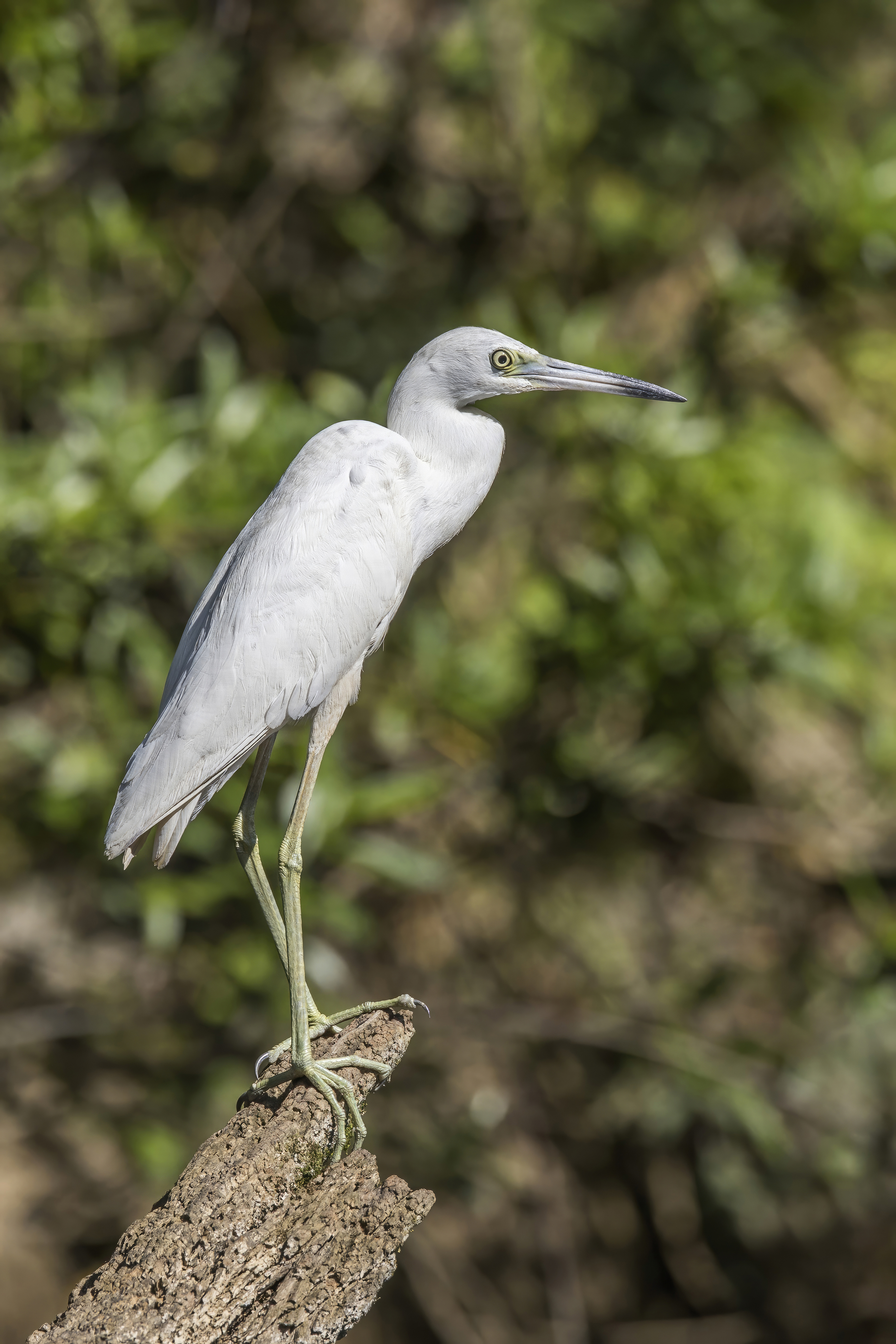
Une aigrette bleue juvénile.

L'aigrette bleue mesure 51 à 76 cm pour une masse de 350 g environ. Sa coloration générale est bleu mauve avec la tête et le cou violacés. Le bec grisâtre présente une large base et une extrémité plus sombre. Il apparaît légèrement incurvé.
Le jeune est tout blanc avec les extrémités des rémiges primaires grises et les pattes verdâtre pâle. L'immature plus âgé se tache progressivement de gris bleu.

## Répartition
Cette espèce vit en Amérique.

## Habitat
Cet oiseau fréquente principalement les zones humides intérieures : étangs, lacs, marais, prés inondés et rizières. Il se rencontre aussi dans les milieux saumâtres et côtiers, mangroves par exemple.
Il monte en altitude jusqu'à 3 000 m dans les Andes, exceptionnellement jusqu'à 3 750 m.

## Alimentation
L'aigrette bleue se nourrit surtout d'arthropodes aquatiques (crabes et insectes aquatiques) mais aussi de coléoptères, de grillons, de criquets et d'araignées.

## Source
- del Hoyo J., Elliott A. & Sargatal J. (1992) Handbook of the Birds of the World, Volume 1, Ostrich to Ducks. ICBP, Lynx Edicions, Barcelona, 696 p.